# کارلوس ایندیانو
کارلوس ایندیانو (انگلیسی: Carlos Indiano؛ زادهٔ ۱۴ سپتامبر ۱۹۸۸) بازیکن فوتبال اهل اسپانیا است.
از باشگاه‌هایی که در آن بازی کرده‌است می‌توان به باشگاه فوتبال هرکولس، باشگاه فوتبال دپورتیوو آلاوس، باشگاه فوتبال آلباسته بالومپیه، باشگاه فوتبال کادیس، و باشگاه فوتبال اتلتیکو مادرید بی اشاره کرد.